# Ruby Cup
Ruby Cup ist eine Menstruationstasse, die von Ruby Life vertrieben wird. Ruby Life ist ein im Jahre 2011 in Dänemark gegründetes Sozialunternehmen, mit heutigem Sitz in England, das unter anderem die Menstruationstassen Ruby Cup herstellt, verkauft und spendet.

## Produkte
Die Menstruationstassen sind aus medizinischem Silikon hergestellt und werden anstelle von Tampons oder Damenbinden genutzt. Durch ihre Wiederverwendbarkeit von bis zu zehn Jahren sind sie ökologisch und nachhaltiger als herkömmliche Tampons.
Neben Menstruationstassen stellt Ruby Life auch den Ruby Kegel her, der dabei helfen kann den Beckenboden von Frauen zu stimulieren und zu stärken.

## Unternehmensgeschichte
Ruby Cup gehört zu Ruby Life, einem mehrfach ausgezeichneten, dänischen Sozialunternehmen. Ruby Cup wurde 2011 von Maxie Matthiessen, Veronica D’Souza und Julie Weigaard Kjær an der Copenhagen Business School gegründet. Zu Beginn wurden Umfragen zu lokalen Bedürfnissen in Kenia geführt. Im selben Jahr startete die Produktion.
Zurzeit wird das Unternehmen von Julie Weigaard Kjær mit einem kleinen Team geführt. Der Hauptsitz von Ruby Cup liegt in Barcelona, Spanien. Zuvor waren die Büros in Berlin, Deutschland und in Nairobi, Kenia.
Das Unternehmen Ruby Life ist in England eingetragen und die Produkte werden auch von England aus versendet.

## Unternehmensmodell
Ruby Cup bezieht sich auf die Prinzipien des Social Entrepreneurship. In Deutschland wird für dieses Unternehmensmodell synonym auch der Begriff Sozialunternehmen genutzt. Sozialunternehmen werden sehr unterschiedlich beschrieben und es gibt bisher vor allem für Deutschland wenige Studien. Vor allem in Deutschland sind Sozialunternehmen eher klein und arbeiten mit vielen Ehrenamtlichen.
Ruby Cup bezeichnet sich als sozialökonomisches Unternehmen. Sie beziehen das auf ihr soziales Engagement, vor allem in Kenia. Ruby Cup bietet die Menstruationstassen nach dem Prinzip „Buy One, Give One“, also „Kauf eine, spende eine“ an, das heißt für jede in den Industrieländern verkaufte Menstruationstasse wird eine an ein Mädchen in Kenia gespendet. Zu Anfang wurde das Modell getestet, in Kenia und anderen afrikanischen Ländern das Produkt über lokale Frauen zu vertreiben, die sich durch den Verkauf zusätzlich Geld verdienen können.

## Ziele
In vielen Ländern weltweit ist Menstruation ein Problem, da Frauen und Mädchen keinen Zugang zu Hygieneprodukten haben oder sich diese nicht leisten können. Diese Frauen erleben dadurch einen Ausschluss aus der Gesellschaft, da sie eine Woche im Monat nicht in die Schule oder Arbeit gehen können. Eine der Hauptursachen für Schulabbrüche ist das Fehlen von Hygieneprodukten für menstruierende Frauen. Die Menstruation hat also eine direkte ökonomische und edukative Auswirkung. Dieses Problem ist auch ein wesentlicher Teil zur Erreichung der Millennium-Entwicklungsziele.
Mit einer Menstruationstasse lassen sich diese Mädchen und Frauen wieder in ihren gesellschaftlichen Alltag integrieren. Ein Mädchen beschreibt ihr Leben mit Menstruationstasse:

„Wenn meine Mama kein Geld hatte, habe ich meist Lumpen genommen und bin zuhause geblieben, weil ich mich schämte zur Schule zu gehen. Ich bin sehr dankbar, dass ich jetzt Ruby Cup habe, weil jetzt keiner merkt, dass ich meine Periode habe, nicht mal meine Mama. Ich liebe Ruby Cup von ganzem Herzen, weil er mir so sehr hilft. Ich bin ja nicht einmal mehr zur Schule gegangen, weil ich fürchtete, dass meine Freunde merken, dass ich meine Periode habe und mich geniert habe.“

Durch die Langlebigkeit des Produktes wird auch ein ökologisches Ziel erreicht. Herkömmliche Hygieneprodukte lassen sich nur einmal benutzen und haben zusätzlich Chemikalien in ihren Produkten. Auch das weitverbreitete Problem des Austrocknens durch Tampons lässt sich mit Menstruationstassen vermeiden, daher tragen Menstruationstassen auch zu einer erhöhten Gesundheit menstruierender Frauen bei. Die Krankheit Toxisches Schocksyndrom, die selten auftritt (1 Fall aus 200.000 Personen) wird mit Tampons in Verbindung gebracht, jedoch bisher nicht mit Menstruationstassen.

## Kritik
Da Menstruationstassen einmal im Monat gekocht werden müssen, wird kritisiert, dass bei Wassermangel eine ausreichende Hygiene möglicherweise nicht gewährleistet ist. Hier sind jedoch auch die anderen Varianten, auf die viele Frauen weltweit während ihrer Periode zurückgreifen (wie alte Stoffe), nicht hygienischer.

## Auszeichnungen
Ruby Cup wurde für ihr soziales Engagement mehrfach ausgezeichnet. Sie gewann zum Beispiel The Global Social Entrepreneurship Competition 2012 (US), Venture Cup 2012 (Denmark), a Sustainia100 Solution und wurde auch in Deutschland für den Deutschen Engagementpreis 2013 nominiert.

## Partner
Ruby Cup arbeitet mit unterschiedlichen Firmen und Nichtregierungsorganisationen zusammen. Im Spendenprogramm „Buy 1 Give 1“ sind mit Ruby Cup Femme International, Womena und die Golden Girls Foundation implementiert.